# Arctides antipodarum
Arctides antipodarum е вид ракообразно от семейство Scyllaridae. Видът не е застрашен от изчезване.

## Разпространение и местообитание
Разпространен е в Австралия (Нов Южен Уелс) и Нов Зеландия (Северен остров).
Среща се на дълбочина около 10 m.